# セルゲイ・ペルフン
セルゲイ・ヴラディーミロヴィッチ・ペルフン（ウクライナ語:Сергій Володимирович Перхун、1977年9月4日 - 2001年8月29日）はソビエト連邦（現：ウクライナ）、ドニプロ出身のサッカー選手。ポジションはGK。元ウクライナ代表。

## 来歴
1993年にFCドニプロでキャリアをスタートした。その後3チームを渡り歩いたペルフンは2001年、ロシアサッカー・プレミアリーグの名門CSKAモスクワに入団し正ゴールキーパーとなった。
2001年8月15日に行われたラトビア代表との親善試合で代表デビュー。

## 死去
2001年8月19日、FCアンジ・マハチカラとの試合中に相手フォワードブドゥン・ブドゥノフと頭同士が激しく衝突。この衝突で試合は中断し、救急車で病院に運ばれたが診断結果は鼻の骨折という事ですぐに退院した。しかし退院後に意識不明に陥り、試合から9日後の28日に脳内出血で亡くなった。23歳没。
なおペルフンの死後、CSKAの正ゴールキーパーはロシア人プレイヤーのヴェニアミン・マンドリキンが務めることとなる。死去時にペルフンが着用していた背番号16は現在のCSKAの永久欠番である。